# Iglesia de San Andrés (Granada)
La iglesia de San Andrés es un templo católico de la ciudad española de Granada, comunidad autónoma de Andalucía.

## Descripción
El templo, sede de la Hermandad de la Borriquilla, está situada en el barrio de Centro-Sagrario. La construcción, que data de la tercera década del siglo XVI, corrió a cargo de Cristóbal Navarro y Rodrigo Hernández y habría sido idéntica a la de San Juan de los Reyes. Tanto la parte central como la izquierda fueron pasto de las llamas en 1818 y hubieron de ser reconstruidas, aunque tales reparaciones se acometieron, según Manuel Gómez-Moreno González, «con pobreza y malísimos diseños». Aparece descrita en la Guía de Granada (1892) del propio Gómez-Moreno González con las siguientes palabras:

Iglesia de S. Andrés. La bella portada de esta parroquial la hizo en 1530 Juan de Marquina; obstante pilastras jónicas á los lados del arco, en el friso del entablamiento la inscripción "Sante Antdrea ora p.nobis" y encima una capillita con adornos y candelabros; la imagen fué esculpida por Nicolás de León en el mismo año. La torre, que es de ladrillo, construyóla el albañil Alejo Sánchez. La parte central é izquierda de la iglesia pereció incendiada en 1818 y acabó de reconstruir á expensas del arzobispo Álvarez de Palma en 1830, pero con pobreza y malísimos diseños, por lo cual sólo hablaremos de la antigua. Se comenzó á edificar en 1528 por Cristóbal Navarro con dirección de Rodrigo Hernández y debió de ser análoga á la de S. Juan de los Reyes, pues tenía tres naves separadas por arcos ojivales sobre pilastras con capiteles y basas de piedra; la capilla mayor es la primitiva, aunque sin el artesonado mudejar que había hecho Álvaro del Castillo, y á su derecha subsiste, convertida en trastero, la capilla del Marqués de Caicedo, con su alfarje de lazo de planta ochavada. En el hueco de la torre está la capilla del bautismo y á lo largo del muro occidental hay una antigua trasnave por donde se salía á dos puertas, hoy tapiadas, la una de piedra y la otra de ladrillo y azulejos, hecha en 1546 por Bartolomé Villegas. Hay en la capilla mayor un interesante lienzo de Ntra. Sra. con el Niño en brazos, copia de un original perdido de Alonso Cano; además uno con la calle de la Amargura, al parecer de Francisco Gómez de Valencia, y otro de Jesús y el Bautista, de Vicente de Cieza; un Santiago de Juan de Cieza (1685), cierto cuadrito de Jerónimo de Rueda (1709) y un S. Miguel en la sacristía, de estilo de Risueño.
(Gómez-Moreno González, 1892, pp. 327-328)